# Change (Taylor Swift)
Change è una canzone della cantante statunitense country pop Taylor Swift, pubblicata come singolo promozionale prima della pubblicazione del suo secondo album Fearless. Il singolo è stato pubblicato l'8 agosto 2008 dall'etichetta discografica Big Machine Records.
Il singolo è inizialmente entrato alla centoventitreesima posizione della classifica americana, per poi salire alla decima grazie alle vendite digitali. Ha inoltre ricevuto un discreto airplay radiofonico, raggiungendo la ventunesima posizione della classifica delle canzoni pop e la cinquantasettesima di quella delle canzoni country.
La National Broadcasting Company ha pubblicato un video musicale della canzone sul suo sito. Include scene di Taylor che canta la canzone alle olimpiadi americane. È stato pubblicato su iTunes il 25 novembre 2008.

## Classifiche
| Classifica (2008)     | Posizione massima |
| --------------------- | ----------------- |
| Stati Uniti           | 10                |
| Stati Uniti (Country) | 57                |

## Change (Taylor's Version)
In seguito alla controversia con la sua precedente casa discografica e la vendita dei master delle pubblicazioni precedenti al suo contratto con la Republic Records, Swift ha cominciato a ri-registrare tutta la sua discografia dal 2006 al 2019, includendo anche brani non inclusi in alcun album in studio. Ogni reincisione presenta la dicitura Taylor's Version nel titolo, per distinguerla dall'incisione originale e quindi dal master non di proprietà della cantautrice.
Il 9 aprile 2021 Taylor Swift ha ripubblicato il brano sotto il nome Change (Taylor's Version), incluso nell'album Fearless (Taylor's Version).